# Koorsluiting

koorsluiting van een kruiskerk

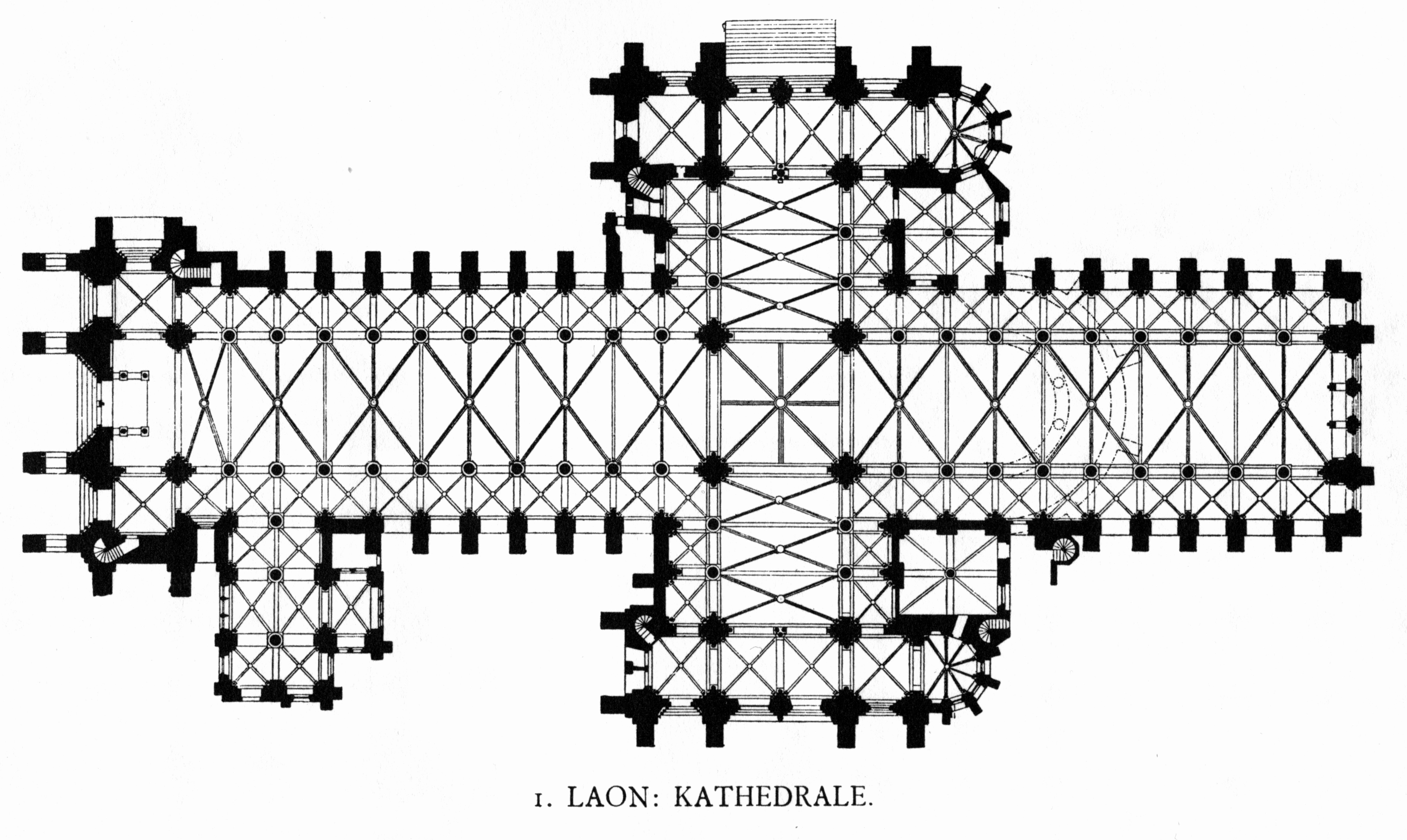
Kathedraal van Laon met rechts een rechte sluiting en de oorspronkelijke veelhoekige sluiting

De koorsluiting van een kerk is de afsluiting waarmee het koor eindigt. In een georiënteerde kerk is dit aan de oostzijde. Hier kan het koor op verschillende manieren eindigen, met een:
- rechte of vlakke sluiting
- halfronde sluiting
- driezijdige of veelhoekige sluiting
  - vijftwaalfde sluiting

Indien een kerk een kooromgang heeft, eventueel met straalkapellen, dan wordt met de koorsluiting alleen het centrale deel van het koor beschreven zonder de kooromgang en zonder de straalkapellen. Dit deel van de kerk is vaak een lichtbeuk. De transeptsluiting ligt vanaf de ingang van de kerk voor de koorsluiting.
Als de koorsluiting van een, vaak romaanse, kerk smaller is dan het aangrenzende koortravee, wordt er niet meer gesproken van een koorsluiting maar van een apsis. In romaanse kerken komt een rechte koorsluiting veel voor. Bij gotische kerken is een rechte sluiting bijzonderder. Dit komt onder andere bij de Kathedraal van Laon voor, in het noorden van Frankrijk, die oorspronkelijk een veelhoekige sluiting had. In de Engelse gotiek is een rechte sluiting de standaard geworden. Naarmate de gotiek zich verder ontwikkelde, werd de koorsluiting ook complexer. De opbouw van de koorsluiting komt doorgaans overeen met het patroon dat de gewelfribben vormen en gaan dan in elkaar over. Eventueel kan er een geheel worden gevormd met het eerste koortravee.
Een koorsluiting kan verder open zijn, een open sluiting, of dicht, een gesloten sluiting. Een koorsluiting moet niet met een koorafsluiting worden verward, zoals een koorhek of een doksaal.
- Koorsluiting